# Rádio Borborema
Rádio Borborema é uma emissora de rádio brasileira sediada em Campina Grande, cidade do estado da Paraíba. Opera no dial FM, na frequência 103,5 MHz. Fundada pelos Diários Associados em 1949, na frequência AM 1350 kHz, atualmente pertence ao Grupo Norte de Comunicação e está arrendada à Rede Paraíba de Comunicação, que também controla a CBN João Pessoa. Seus estúdios estão no bairro da Palmeira, e sua antena de transmissão está no bairro do Vale do Jatobá, sendo também utilizada pela 101 FM.

## História
A Rádio Borborema foi fundada em 17 de Julho de 1949 por Assis Chateaubriand, tornando-se a segunda emissora da cidade de Campina Grande, uma das praças dos Diários Associados com o maior faturamento, e onde já existia a Rádio Cariri, também pertencente ao grupo. Anos depois, também vieram a ser fundados o jornal Diário da Borborema em 1957, e a TV Borborema, primeira emissora de TV do estado, em 1966.
Em 20 de agosto de 2008, devido a uma padronização das emissoras de rádio dos Diários Associados, passou a integrar a Rede Clube Brasil, e mudou o seu nome para Rádio Clube Campina Grande. Sua programação passou a ser composta de programas produzidos localmente e pela cabeça de rede, a Rádio Clube de Brasília. Porém, com o desmantelamento da rede de emissoras em 2012, a programação passou a ser inteiramente local.
Em 19 de janeiro de 2015, a emissora teve 57,5% das suas ações vendidas pelos Diários Associados ao Sistema Opinião de Comunicação, pertencente à Cândido Pinheiro, fundador do Grupo Hapvida, que agora passava a responder majoritariamente pela emissora e outros veículos de comunicação do Diários Associados no Nordeste brasileiro. Em 16 de março de 2016, a emissora voltou a se chamar Rádio Borborema.

### CBN Campina Grande (2016–2025)

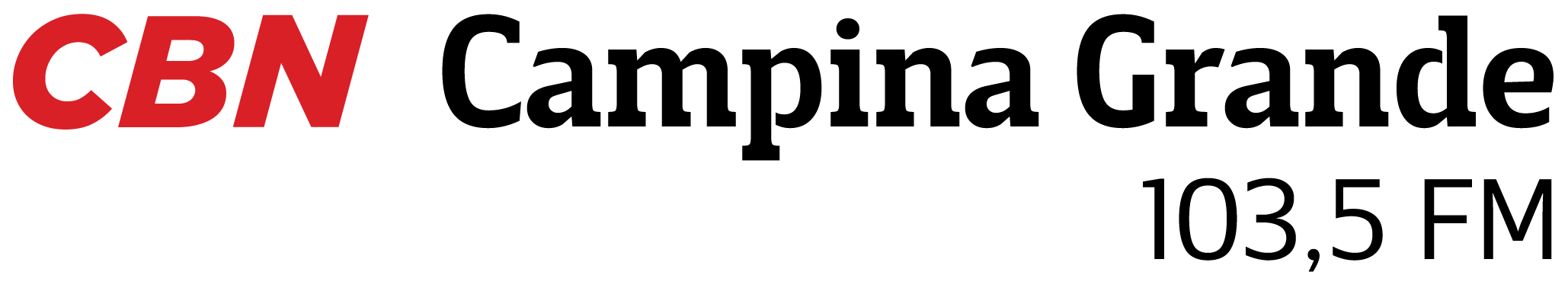
Logo utilizado enquanto afiliada à CBN.

Em dezembro de 2016, a Rede Paraíba de Comunicação (que controla a TV Paraíba em Campina Grande) arrendou a Rádio Borborema, e confirmou a afiliação com a Central Brasileira de Notícias (CBN), prometendo estreia para breve. A programação de expectativa só foi iniciada em fevereiro de 2018, junto com a confirmação de sua estreia para o dia 18.
Em 21 de janeiro de 2025, foi anunciada a venda da emissora ao Grupo Norte de Comunicação. Em nota conjunta, os antigos e novos proprietários confirmaram que o contrato de compra e venda foi assinado em 19 de dezembro de 2024 e que estão aguardando manifestação do Cade para darem sequência a transferência do controle.

### Retorno da Rádio Borborema (2025–presente)
Em 31 de março de 2025, a emissora deixa de transmitir como CBN Campina Grande e retoma o nome de Rádio Borborema. A Rede Paraiba realocou parte da antiga equipe para outras emissoras do grupo.